# アルコ (列車)

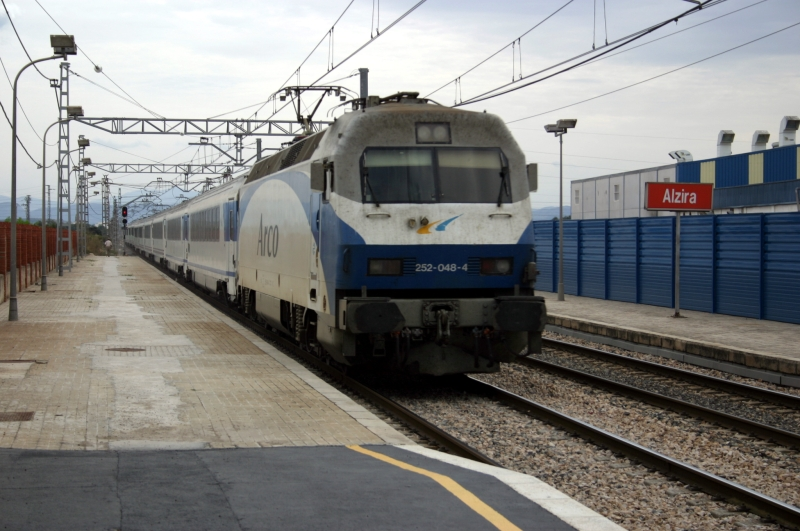
Arco

アルコ（スペイン語: Arco）はレンフェB11x-10200形客車（10000系客車の2等車）を改造し台車を時速220km対応の新型台車へと変更した客車を使用するレンフェ・オペラドーラの列車サービス名である。改造はレンフェによってマラガのロス・プラドスにある中央修繕工場（TCR：Taller Central de Reparaciones）で行われた。ボギー台車はCAFのGC-1の改良品であり、高速度でも高い快適性が得られると認められたGC-3である。
アルコはバルセロナ-マラガ・セビリア・バダホス・アルメリア・グラナダ間でアルコ・ガルシーア・ロルカ（Arco García Lorca）として、また、2008年5月5日からはバスク州とガリシア州の間でもアルコ・カミーノ・デ・サンティアゴ（Arco Camino de Santiago）として運行されている。
2008年3月2日まではバルセロナ-アリカンテ-ムルシアを結ぶ地中海回廊でも運行されていた。また、ポルトボウ・セルベーレ（フランス）とバレンシア北駅を結ぶ列車もあった。
アルコは本質的にはディウルノ（Diurno）を改良したものである。

## 諸元
- 運用線区：地中海回廊、レバンテ回廊、バスク州～ガリシア州
- 製造者：スペイン国鉄、CAF
- 製造編成数： 41
- 営業開始：1999年
- 設計最高速度：220 km/h
- 営業最高速度: 160/200 km/h
- 座席数：
  - A9t-2000形 プレフェレンテ（一等）56席
  - B10t-2200 トゥリスタ（二等）80席
  - Br3t-2800 トゥリスタ24席 + P.M.R 1席
- 電化：直流3 kV
- 軌間：1.668 mm

## 運行区間

### アルコ・ガルシーア・ロルカ
基本運行区間:
- バルセロナ＝サンツ駅（Barcelona-Sants）
- サント・ビセンス・デ・カルデルス（Sant Vicenç de Calders） (バルセロナ行のみ)
- タラゴナ（Tarragona）
- サロウ（Salou）
- ラルデア＝アンポスタ＝トゥルトーザ（L'Aldea-Amposta-Tortosa）
- ビナロス（Vinaroz）
- ベニカルロ＝ペニスコラ（Benicarló-Peñíscola）
- カステリョン・デ・ラ・プラナ（Castelló de la Plana）
- バレンシア＝ノルテ駅（北駅）（Valencia-Norte）
- ハティバ（Játiva）
- アルバセーテ（Albacete）
- ビジャロブレード
- ソクエジャモス（Socuéllamos）
- アルカサル・デ・サン・フアン（Alcázar de San Juan）

エストレマドゥーラ区間：毎日運行
- マンサナーレス（Manzanares）
- ダイミエル（Daimiel）
- アルマグロ（Almagro）
- シウダ・レアル＝セントラル駅（中央駅）（Ciudad Real-Central）
- プエルトジャーノ（Puertollano）
- アルマデネーホス＝アルマデン（Almadenejos-Almadén）
- カベサ・デル・ブエイ（Cabeza del Buey）
- カストゥエーラ（Castuera）
- カンパナリオ（Campanario）
- ビジャヌエバ・デ・ラ・セレーナ（Villanueva de la Serena）
- ドン・ベニート（Don Benito）
- グアレーナ（Guarena）
- メリダ（Mérida）
- モンティーホ（Montijo）
- バダホス（Badajoz）

アンダルシア基本区間：
- マンサナーレス（Manzanares）
- バルデペーニャス（Valdepeñas）
- ビルチェス（Vilches）
- リナーレス＝バエサ（Linares-Baeza）

アルメリア区間：隔日運行（アルメリア発着とグラナダ発着が交互）
- ホダル＝ウベダ（Jódar-Úbeda）
- カブラ・デル・サント・クリスト（Cabra del Santo Cristo）
- モレーダ（Moreda）
- グアディクス（Guadix）
- フィニャーナ（Fiñana）
- ガドール（Gador）
- アルメリーア

グラナダ区間：隔日運行（アルメリア発着とグラナダ発着が交互）
- ホダル＝ウベダ（Jódar-Úbeda）
- カブラ・デル・サント・クリスト（Cabra del Santo Cristo）
- モレーダ（Moreda）
- イスナジョス（Iznalloz）
- グラナダ（Granada）

セビリア区間：毎日運行
- エスペルイ（Espeluy)
- アンドゥハル（Andújar）
- コルドバ・セントラル駅（中央駅）（Córdoba Central）
- セビリア・サンタ・フスタ駅（Sevilla Santa Justa）

マラガ区間：毎日運行
- エスペルイ（Espeluy)
- アンドゥハル（Andújar）
- コルドバ・セントラル駅（中央駅）（Córdoba Central）
- モンティージャ（Montilla）
- プエンテ・ヘニル（Puente Genil）
- ボバディージャ（Bobadilla）
- マラガ＝マリーア・サンブラーノ駅（Málaga-María Zambrano）

### アルコ・カミーノ・デ・サンティアゴ
両端の発着駅が異なる2列車がミランダ・デ・エブロとオウレンセの間で併結運転している。
- ビルバオ-ビーゴ:

ビルバオ＝アバンド駅（Bilbao-Abando）-
リョディオ（Llodio）-
ミランダ・デ・エブロ（Miranda de Ebro）-
ブルゴス（Burgos）-
パレンシア（Palencia）-
サアグン（Sahagún）-
レオン（León）-
アストルガ（Astorga）-
ベンビブレ（Bembibre）-
ポンフェラーダ（Ponferrada）-
オ・バルコ・デ・バルデオーラス（Barco de Valdeorras）-
ア・ルーア＝ペティン（La Rua-Petín）-
モンフォルテ・デ・レモス（Monforte de Lemos）-
オウレンセ＝エンパルメ（Orense-Empalme）-
ギジャレイ（Guillarey）-
レドンデーラ（Redondela de Galicia）-
ビーゴ（Vigo）
- イルン/アンダイエ-ア・コルーニャ:

アンダイエ（Hendaya）-
イルン（Irún）-
サン・セバスティアン（San Sebastián）-
スマラガ（Zumárraga）-
アルサスア（Alsasua）-
ビトリア（Vitoria）-
ミランダ・デ・エブロ（Miranda de Ebro）-
ブルゴス（Burgos）-
パレンシア（Palencia）-
サアグン（Sahagún）-
レオン（León）-
アストルガ（Astorga）-
ベンビブレ（Bembibre）-
ポンフェラーダ（Ponferrada）-
オ・バルコ・デ・バルデオラス（Barco de Valdeorras）-
ア・ルーア＝ペティン（La Rua-Petín）-
モンフォルテ・デ・レモス（Monforte de Lemos）-
オウレンセ＝エンパルメ（Orense-Empalme）-
オ・カルバジーニョ（El Carballiño）-
サンティアゴ・デ・コンポステーラ（Santiago de Compostela）-
ア・コルーニャ＝サン・クリストーバル（La Coruña-San Cristóbal）